# Hijos de Satán
Hijos de Satán (en alemán, Satans Kinder) es una novela del autor polaco Stanisław Przybyszewski, publicada por primera vez en alemán en 1897. Es reconocida como la primera novela satánica polaca. Tras su publicación, el círculo de artistas en torno a Przybyszewski comenzó a ser conocido como los "Hijos de Satán".

## Trama
En un pequeño pueblo, un grupo de anarquistas desata su reino de terror. Su líder, una figura carismática llamada Gordon, teje hábilmente una red de influencia, rodeándose de personas vulnerables que se encuentran en busca de sentido en sus vidas. Estos jóvenes, carentes de dirección y propósito, son presa fácil para Gordon y sus manipulaciones. Explotando sus debilidades, emerge como su guía, no solo con el propósito de sembrar destrucción, sino también con la ambición de construir un mundo nuevo basado en sus satánicos ideales.